# Уряд Узбекистану
Уряд Узбекистану — вищий орган виконавчої влади Узбекистану.

## Голова уряду
- Прем'єр-міністр — Мірзійоєв Шавкат Міромонович (англ. Shavkat Mirziyoyev).
- Віце-прем'єр-міністр — Рустам Азімов (англ. Rustam Azimov).
- Віце-прем'єр-міністр — Абдулла Аріпов (англ. Abdullah Aripov).
- Віце-прем'єр-міністр — Ельміра Босітхонова (англ. Elmira Bositxonova).
- Віце-прем'єр-міністр — Гульмджон Ібрагімова (англ. Gulomjon Ibragimov).
- Віце-прем'єр-міністр — Адам Ікромов (англ. Adham Ikromov).
- Віце-прем'єр-міністр — Улугбек Розікулов (англ. Ulugbek Roziqulov).
- Віце-прем'єр-міністр — Ботир Зокіров (англ. Botir Zokirov).

## Кабінет міністрів
Склад чинного уряду подано станом на 7 жовтня 2016 року.
| Логотип | Міністерство                                                      | Міністр                                                     | Фото | Час на посаді | Час на посаді | Партія | Партія | Вебсайт |
| ------- | ----------------------------------------------------------------- | ----------------------------------------------------------- | ---- | ------------- | ------------- | ------ | ------ | ------- |
|         | Міністерство вищої та професійної освіти                          | Рустам Касімов (Rustam Kasimov)                             |      |               |               |        |        |         |
|         | Міністерство внутрішніх справ                                     | генерал-лейтенант Адхамджон Ахмадбоєв (Adhamjon Ahmadboyev) |      |               |               |        |        |         |
|         | Міністерство громадської освіти                                   | Улугбек Іноятов (Ulugbek Inoyatov)                          |      |               |               |        |        |         |
|         | Міністерство економіки                                            | Галина Саїдова (Galina Saidova)                             |      |               |               |        |        |         |
|         | Міністерство з надзвичайних ситуацій                              | Турсунхан Худойберганов (Tursunxon Xudoyberganov)           |      |               |               |        |        |         |
|         | Міністерство зовнішньоекономічних відносин, інвестицій і торгівлі | Еліор Ганієв (Elyor Ganiyev)                                |      |               |               |        |        |         |
|         | Міністерство закордонних справ                                    | Абдулазіз Камілов (Abdulaziz Kamilov)                       |      |               |               |        |        |         |
|         | Міністерство культури і спорту                                    | Баходир Ахмедов (Bahodir Ahmedov)                           |      |               |               |        |        |         |
|         | Міністерство оборони                                              | генерал-полковник Кобул Бердиєв (Qobul Berdiyev)            |      |               |               |        |        |         |
|         | Міністерство охорони здоров'я                                     | Анвар Алімов (Anvar Alimov)                                 |      |               |               |        |        |         |
|         | Міністерство праці                                                | Азіз Абдухакімов (Aziz Abduhakimov)                         |      |               |               |        |        |         |
|         | Міністерство розвитку інформаційних технологій і зв'язку          | Хуршид Мірзохідов (Xurshid Mirzohidov)                      |      |               |               |        |        |         |
|         | Міністерство сільського господарства і водних ресурсів            | Шухрат Тешаєв (Shuhrat Teshayev)                            |      |               |               |        |        |         |
|         | Міністерство фінансів                                             | Рустам Азімов (Rustam Azimov)                               |      |               |               |        |        |         |
|         | Міністерство юстиції                                              | Музраф Ікромов (Muzraf Ikromov)                             |      |               |               |        |        |         |

### Державні комітети
| Логотип | Міністерство                                                                               | Міністр                                            | Фото | Час на посаді | Час на посаді | Партія | Партія | Вебсайт |
| ------- | ------------------------------------------------------------------------------------------ | -------------------------------------------------- | ---- | ------------- | ------------- | ------ | ------ | ------- |
|         | Національна служба безпеки                                                                 | генерал-полковник Рустам Іноятов (Rustam Inoyatov) |      |               |               |        |        |         |
|         | Державний комітет архітектури і будівництва                                                | Батир Закіров (Batir Zakirov)                      |      |               |               |        |        |         |
|         | Державний митний комітет                                                                   | Зохід Дусанов (Zokhid Dusanov)                     |      |               |               |        |        |         |
|         | Державний комітет геології та мінеральних ресурсів                                         | Ільхомбой Турамуратов (Ilkhomboy Turamuratov)      |      |               |               |        |        |         |
|         | Державний комітет земельних ресурсів                                                       | Сайдкуль Арабов (Saidkul Arabov)                   |      |               |               |        |        |         |
|         | Державний комітет з питань приватизації, демонополізації і розвитку конкурентоспроможності | Даврон Хідоятов (Davron Khidoyatov)                |      |               |               |        |        |         |
|         | Державний статистичний комітет                                                             | Ботир Тураєв (Botir Turaev)                        |      |               |               |        |        |         |
|         | Державний податковий комітет                                                               | Ботир Парпієв (Botir Parpiyev)                     |      |               |               |        |        |         |